# José Aílton de Oliveira Silva
José Aílton de Oliveira Silva, mais conhecido como Aílton (Laranjeiras, 29 de maio de 1956 – Aracaju, 1 de junho de 2021) foi um futebolista brasileiro, que atuava como zagueiro.
Foi escalado no time do Sport Recife de todos os tempos, em eleição realizada com torcedores em 2011.

## Carreira
Foi formado nas categorias de base do Itabaiana, onde se profissionalizou aos 19 anos. Com atuações seguras, marcou gols importantes e se firmou na zaga do clube entre 1975 e 1980, sendo peça fundamental das conquistas do Campeonato Sergipano, em 1978, 1979 e 1980.
Em seguida defendeu o Sport Recife entre 1981 e 1982. Foi adquirido por 3 milhões de cruzeiros, sendo a maior transação do futebol sergipano na época. Estreou em janeiro de 1981, marcando um gol contra o América-RN, em Natal. Também marcou um gol na decisão do Pernambucano de 1982, na prorrogação.
Posteriormente, se transferiu para Cruzeiro em 1983, por Cr$ 60 milhões mais o passe do zagueiro Bianchi, onde atuou entre 1983 e 1985 e venceu o título estadual de 1984. Na época, chegou a ser cotado para integrar a Seleção Brasileira.
Retornou ao Sport em 1986 e esteve em grandes campanhas do clube, como o vice na Copa do Brasil de 1989, sendo o autor do gol na vitória contra o Goiás, por 1 a 0, na semifinal; e o título da Série B de 1990, além de cinco títulos do Campeonato Pernambucano (1981, 1982, 1988, 1991 e 1992).
Em 1992, ano de sua aposentadoria, foi escolhido na seleção do prêmio Bola de Prata, da Revista Placar. Encerrou sua carreira como ídolo da torcida rubro-negra, onde ao todo, somou 323 jogos oficiais e 350 realizados ao todo pelo clube, marcando 28 gols.
Após aposentadoria, recebeu homenagem da Associação Olímpica Itabaiana pelos serviços prestados e relevância para o futebol sergipano e também brasileiro.

## Títulos

### Times
Itabaiana
- Campeonato Sergipano: 1978, 1979 e 1980

Sport Recife
- Campeonato Pernambucano: 1981, 1982[5][12], 1988, 1991 e 1992
- Campeonato Brasileiro de Futebol - Série B: 1990

Cruzeiro
- Campeonato Mineiro: 1984

### Individuais
- Bola de Prata: 1992

## Morte
Morreu na madrugada de 1º de junho de 2021, aos 65 anos, vítima de um infarto.